# 納西克縣

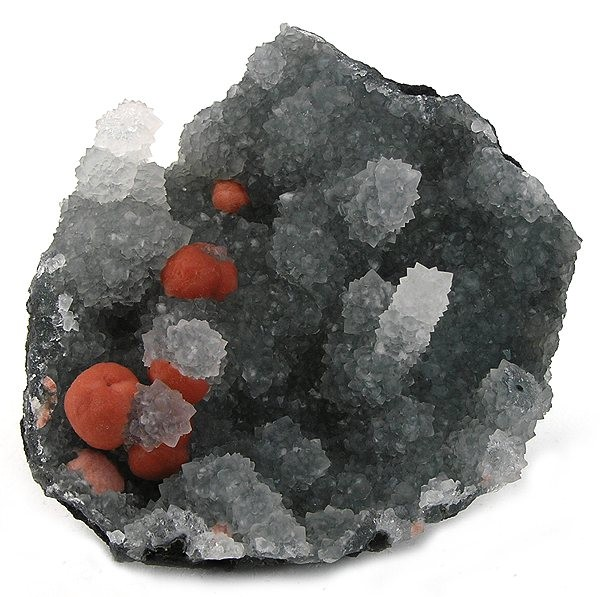

納西克縣是印度的一個縣，位於該國西部，由馬哈拉施特拉邦負責管轄，面積15,530平方公里，每年平均降雨量690毫米，2001年人口4,987,923，人口密度每平方公里321人。

## 外部連結
- Nashik district, official website （页面存档备份，存于）
- Nashik District Information
- Minerals of Mahodari, Nasik District （页面存档备份，存于）

19°59′39″N 73°47′50″E / 19.99417°N 73.79722°E